# Khủng hoảng Congo
Khủng hoảng Congo (tiếng Pháp: Crise congolaise) đề cập đến cuộc khủng hoảng chính trị và xung đột ở Cộng hòa Congo (nay là Cộng hòa Dân chủ Congo) từ năm 1960 đến năm 1965. Cuộc khủng hoảng bắt đầu sau khi Congo độc lập khỏi Bỉ và kết thúc không chính thức với sự cai trị của Mobutu Sese Seco trên toàn quốc. Cuộc khủng hoảng Congo tạo thành một loạt các cuộc nội chiến, và vì Liên Xô và Hoa Kỳ ủng hộ các phe phái đối lập, nó đã trở thành một cuộc chiến ủy nhiệm trong Chiến tranh Lạnh. Trong cuộc khủng hoảng, khoảng 100.000 người được cho là đã thiệt mạng.